# 亞科文科韋 (哈爾科夫州)
49°31′46″N 36°54′53″E / 49.52944°N 36.91472°E
亞科文科韋（羅馬化：Yakovenkove）是位於烏克蘭東部哈爾科夫州伊久姆區巴拉克利亚市镇的村莊。該村始建於1600年，面積2.28平方公里，海拔高度93米，2001年人口1,126。